# Церковь Палтаниеми
Церковь Палтаниеми (фин. Paltaniemen kuvakirkko) — евангелическо-лютеранский храм в деревне Палтаниеми, город Каяани (Финляндия).

## История
Приходская церковь возникла в Палтамо в 1599 году, когда первое здание церкви было построено в Палтаниеми. Эта церковь была разрушена землетрясением в 1626 году. Следующее здание, которое было завершено в 1665 году, было сожжено в 1716 году, вскоре после разрушения замка Каяани русскими войсками во время Северной войны.
Нынешнее здание церкви было построено в 1726 году. Первоначально планировалось восстановить старую сгоревшую церковь на старом месте в Киркенесе, но возникла опасность обвала грунта. Церковь была построена 24 плотниками во главе с Йоханом Симонпойка Кнуббом. Церковь была открыта в праздник Сретения Господня 1727 года, но фактически интерьер был завершен только в 1781 году.
Алтарь с изображением священного причастия, которое было создано Маргаретой Капсиа, был передан церкви в 1727 году. Картины Эммануила Гранберга на крыше и своде церкви были написаны в 1778—1781 годах. Пекка Кфефландер в 1851 году восстановил три картины, когда они утратили свой первоначальный облик.
Лучше всего сохранившаяся картина — это «Последний суд» над главным входом, в верхней части которой изображены небеса и нижняя часть страданий ада. Однако значительная часть картины была скрыта, потому что она, вероятно, шокировала прихожан.
Церковные колокола, сделанные в 1622 и 1685 годах, являются единственными предметами, сохранившимися в первозданном виде от первых церквей. Часы были слишком тяжелыми для башни церкви, поэтому для них пришлось построить собственный кран в 1768—1769 годах.
На сегодняшний день в церкви имеется 800 мест для прихожан. Хотя деревня Палтаниеми находится в составе Каяани, церковь все ещё принадлежит приходу Палтамо. Приход Каяани арендует церковь и организует богослужения летом и на Рождество. В церкви нет электричества и отопления.